# Right Livelihood Award

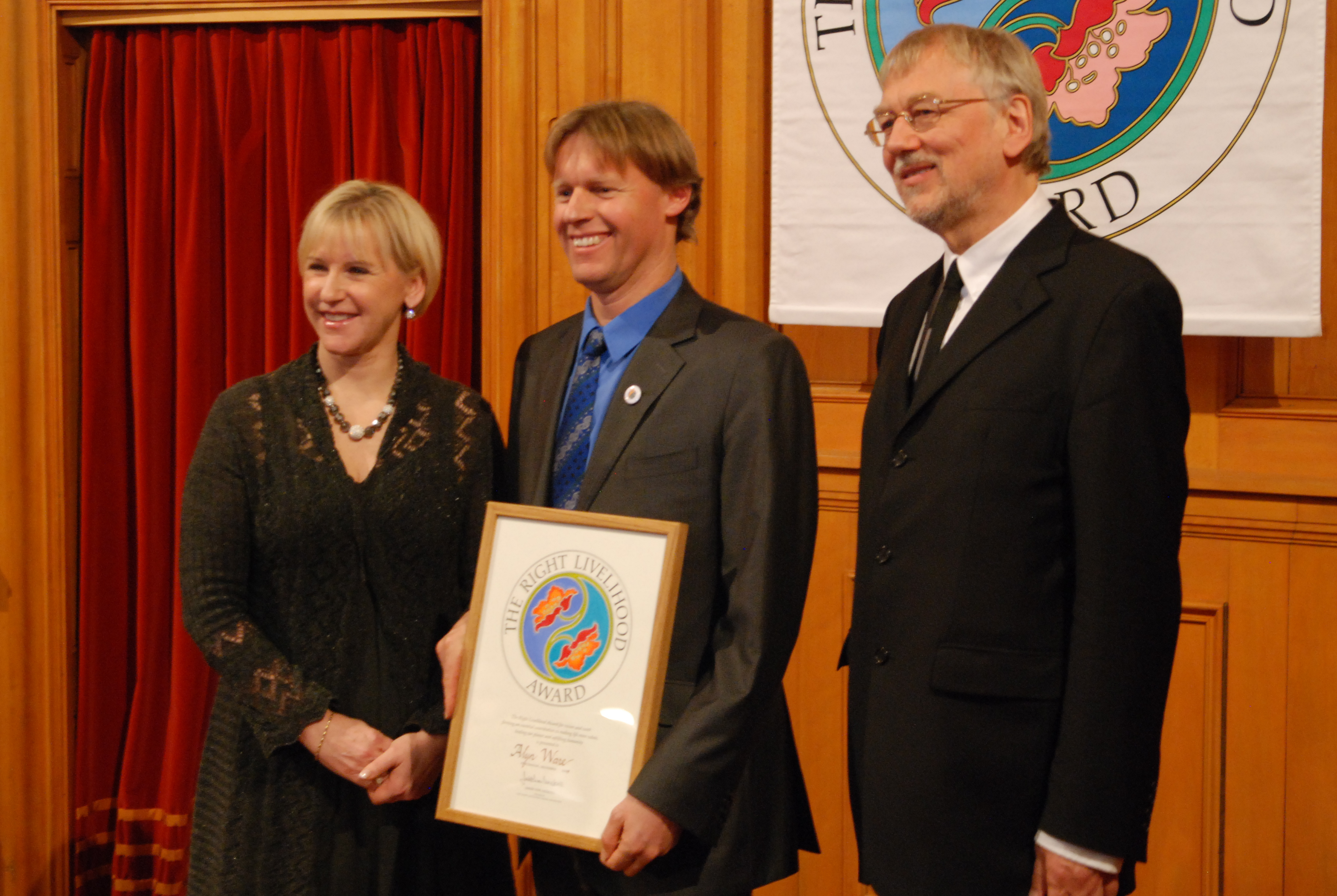
Preisverleihung des Right Livelihood Award 2009: Preisträger Alyn Ware (Mitte) zusammen mit Margot Wallström und Gründer Jakob von Uexküll

Der Right Livelihood Award (RLA, englisch, etwa „Preis für gerechte, angemessene Lebensgrundlagen“) ist eine Auszeichnung „für die Gestaltung einer besseren Welt“. Er wird seit 1980 jährlich von der Stiftung Right Livelihood Award Foundation vergeben und durch Spenden finanziert.
Die Bezeichnung „Alternativer Nobelpreis“ entstand in den Anfangsjahren in der Öffentlichkeit, ist aber nicht offiziell und wird deshalb von der Vergabeinstitution nur in Anführungszeichen verwendet. Es besteht keine institutionelle Verbindung zum Nobelpreis; im englischen Sprachraum wird dieser Ausdruck für die Auszeichnung seltener gebraucht als im Deutschen.

## Geschichte

### Vorschlag an die Nobelstiftung

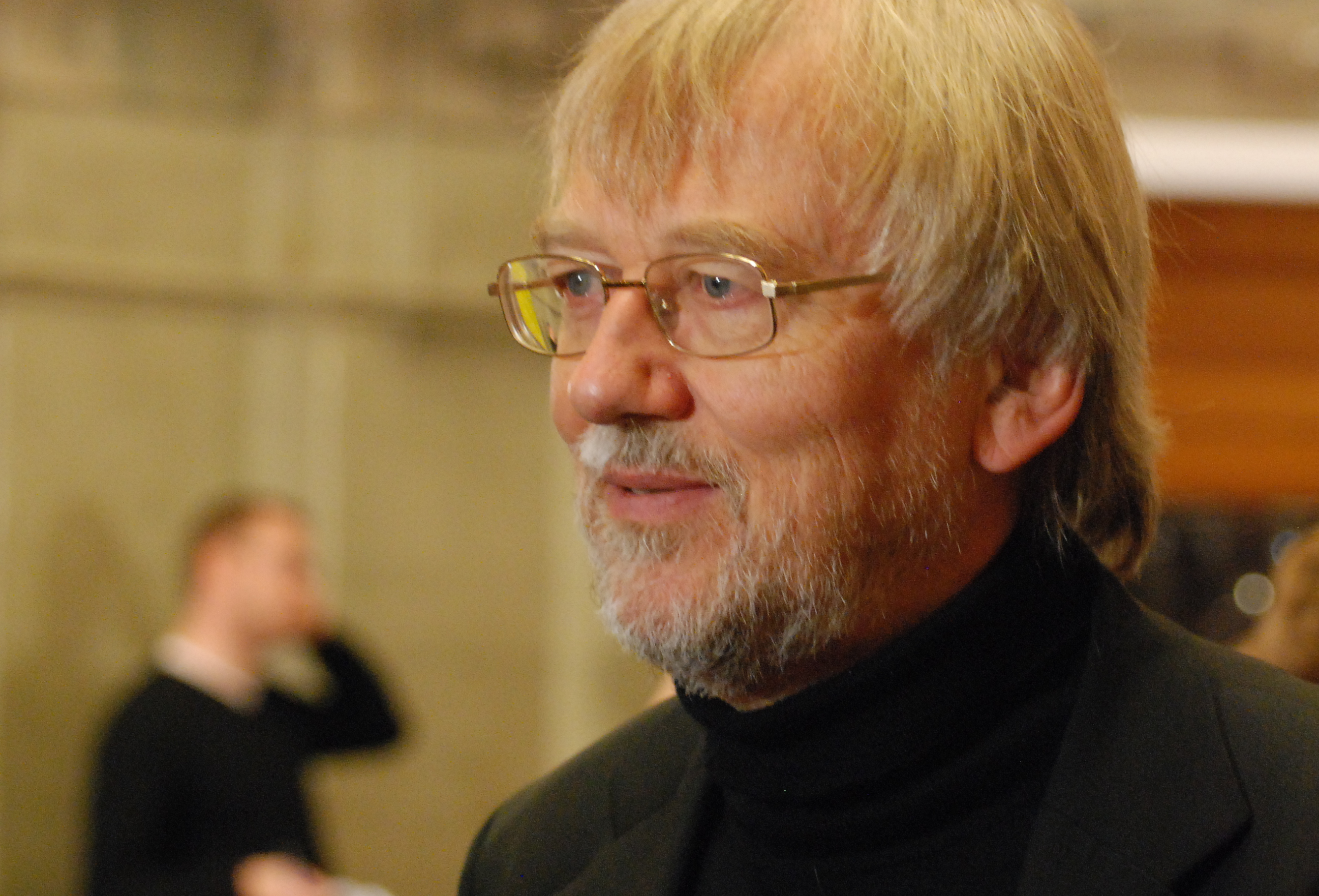
Jakob von Uexküll, Gründer des Right Livelihood Award

Jakob von Uexküll reiste in den 1970er Jahren durch die Welt und sah Armut und Umweltzerstörung. 1980 schlug der damals 35-jährige Philatelist und Journalist der Nobelstiftung vor, weitere Nobelpreise zu vergeben, weil ihm die Kategorien der Nobelpreise zu eng gefasst waren. Da sie für ihn die „höchsten Auszeichnungen innerhalb der bestehenden Weltordnung“ darstellten, schlug er die Schaffung neuer Preise „speziell ausgerichtet auf die Bedürfnisse der Mehrheit der Menschheit in der Dritten Welt“ und der gesamten Erde vor. Nach Angaben der Right Livelihood Foundation sah er zwei neue Nobelpreise, einen für Ökologie und einen für die Überwindung von Armut. Er wollte sich daran auch finanziell beteiligen.
Sein Vorschlag wurde von der Nobelstiftung abgelehnt, weil nach der Stiftung des Alfred-Nobel-Gedächtnispreises für Wirtschaftswissenschaften durch die Schwedische Reichsbank und der folgenden Kritik keine weiteren Preise den ursprünglichen Nobelpreisen hinzugefügt werden sollten. Und die Statuten  Nobelpreises erlauben keine Erweiterung, da das von Alfred Nobel gestiftete Vermögen nur für den ursprünglichen Nobelpreis verwendet werden darf. Der Wirtschaftspreis wurde über einen Anhang an die Statuten eingerichtet, wobei die Gelder von der Schwedischen Reichsbank zur Verfügung gestellt werden. Von Uexkülls Preis hätte ebenso einer solchen externen Finanzierung bedurft, aber er versprach lediglich eine finanzielle Beteiligung.

### Gründung des Right Livelihood Award
Von Uexküll gründete daraufhin 1980 selbst einen entsprechenden Preis, den Right Livelihood Award. Zu dessen Finanzierung verkaufte er wertvolle Briefmarken und erzielte einen Erlös von einer Million US-Dollar, anderen Quellen zufolge nur eine halbe Million. Von Uexküll gab seinen damaligen Wohnsitz in Saint Vincent auf und gründete auf der Isle of Man die „Right-Livelihood-Stiftung“, die 1983 über eine Anschrift in London verfügte und ihren Sitz später nach Schweden verlegte.

### Der Name „Alternativer Nobelpreis“
Trotz der weit verbreiteten Bezeichnung „Alternativer Nobelpreis“ besteht keine institutionelle Verbindung zum Nobelpreis. Die Nobelstiftung und die Institutionen, die die Nobelpreise vergeben, sind nicht involviert wie auch das schwedische Königshaus sich nicht an der Verleihung des RLA beteiligt. Auch sonst genießt der Preis nur geringe öffentliche Aufmerksamkeit in Schweden. Die Preissumme ist beträchtlich niedriger als beim Nobelpreis. Sie stammt zudem aus Spenden, während der Nobelpreis aus den Zinserträgen der Nobelstiftung finanziert wird. Weiterhin ist die Nominierung im Gegensatz zu den Nobelpreisen offen für jedermann.
Die Ursprünge der alternativen Bezeichnung sind unklar. Schon 1982 fand sie sich in einigen Publikationen. In früheren Jahren wurde der Name den europäischen Medien zugeschrieben. Seit spätestens 1985 verwendet Jakob von Uexküll ihn auch selbst.
Die Bezeichnung „Alternativer Nobelpreis“ wird von der Stiftung nur in Anführungsstrichen verwendet. Dies wird auch in vielen internationalen Medien so gehandhabt. In deutschsprachigen Medien wird auf die Verwendung von Anführungsstrichen oft verzichtet.

## Zweck
Der Right Livelihood Award wird an Personen, Organisationen und Repräsentanten sozialer Bewegungen vergeben, die sich mit praktischen Lösungen und Modellen für eine menschenwürdige Subsistenz (Livelihood, Existenzgrundlage, Lebensunterhalt) aller einsetzen.
Dabei kennt der Preis keine strengen Kategorien. Die meisten Preisträger wurden für Verdienste in den Bereichen Umwelt, Frieden, Abrüstung, Menschenrechte, Entwicklung, Kultur und Spiritualität, indigene Völker, Verbraucherschutz, Bildung, Gesundheit, Energie und Ressourcenschonung ausgezeichnet.

## Organisation

### Nominierung der Preisträger
Jedermann mit Ausnahme von Jurymitgliedern und den Mitarbeitern der Right-Livelihood-Stiftung darf Preisträger vorschlagen. Die Einsendefrist endet am 1. März eines jeden Jahres. Die Vorschläge müssen schriftlich eingereicht werden. Bis zum 1. Juni sollen Informationen über die Arbeit der Nominierten eingereicht worden sein. Fehlen solche Informationen, werden die Vorschläge wahrscheinlich nicht berücksichtigt.
Ein Kontakt zwischen Nominierten und Nominierer ist zulässig. Es ist erwünscht, dass die Arbeit des Preisträgers ausreichend gereift ist, um den Preis zu rechtfertigen. Weiterhin wird von den Preisträgern erwartet, dass sie bereit sind, ihr Wissen und ihre Erfahrung weiterzugeben.

### Vergabegremium
Die Preisträger werden im September des jeweiligen Jahres von einer internationalen Jury bestimmt. Diese setzt sich zusammen aus Mitgliedern des Vorstands der Stiftung und weiteren Persönlichkeiten, die von der Stiftung eingeladen werden. 
Der Vorstand 2020: Ole von Uexküll (Direktor), Paul Ekins (Vorsitzender), Monika Griefahn (Mitglied seit 1986), Juliane Kronen, Amelia von Zweigbergk, Gunilla Hallonsten, Paul Walker (Politikwissenschaftler) (RLA 2013)
Weitere Jurymitglieder 2020: Juan Pablo Orrego (RLA 1998), Sima Samar (RLA 2012), Nnimmo Bassey (RLA 2010), Jamila Raqib, Anne Rüffer, Glorene Das
Ehemalige Jurymitglieder: Tani Adams, Frank Bracho, Rodrigo Carazo Odio, James George, Jakob von Uexküll, Diana Cohn, Thor Heyerdahl, Sven Hamrell, Birgitta Hambraeus, Richard Jolly, Luis Lopezllera, Doris Kareva, Rama Mani, Rami Mani, Josh Mailman, Anuradha Mittal, Ahmedou Ould-Abdallah, Thandika Mkandawire, Robert Muller, Vithal Rajan, Ursula Schulz-Dornburg (2010), Kristina Svensson, Albert Tevoedjre, Michaela Walsh, Ponna Wignaraja, Marianne Andersson, Thais Corral

### Anzahl der Preisträger
In der Regel teilen sich drei Preisträger die dotierte Geldsumme. Seit 1982 wird weiterhin üblicherweise ein undotierter Ehrenpreis vergeben. Jedoch wird von diesem Schema oft abgewichen. So können auch Teile des Preises an zwei Personen oder Organisationen gemeinsam vergeben werden. Von den bislang 39 Vergaben (Stand 2018) fanden nur 12 nach dem regulären Schema statt. Bei weiteren zwei Vergaben wurde zwar ein Ehrenpreis und drei Geldpreise vergeben, aber einer oder mehrere Preise wurden von mehreren Personen bzw. Organisationen geteilt.

### Preisgeld
Das Preisgeld wird durch Spenden finanziert, deren Aufkommen im Laufe der Zeit wuchs. Daher ist die Höhe des ausgeschütteten Geldes, das sich die Preisträger (unter Ausnahme eines möglichen Ehrenpreises) teilen, nicht konstant.
| Jahr | Preisgeld (gesamt)           | Historischer Gegenwert in schwedischen Kronen | Historischer Gegenwert in Euro |
| ---- | ---------------------------- | --------------------------------------------- | ------------------------------ |
| 1980 | 50.000 US-Dollar             | 225.000                                       | 37.000                         |
| 1981 | 50.000 US-Dollar             | 275.000                                       | 46.600                         |
| 1982 | 50.000 US-Dollar             | 375.000                                       | 53.000                         |
| 1983 | 30.000 Britische Pfund       | 345.000                                       | 52.700                         |
| 1984 | 350.000 Schwedische Kronen   | 350.000                                       | 55.500                         |
| 1985 | 75.000 US-Dollar             | 575.000                                       | 101.600                        |
| 2008 | 2.000.000 Schwedische Kronen | 2.000.000                                     | 208.200                        |
| 2009 | 150.000 Euro                 | 1.550.000                                     | 150.000                        |
| 2010 | 200.000 Euro                 | 1.800.000                                     | 200.000                        |
| 2011 | 150.000 Euro                 | 1.375.000                                     | 150.000                        |
| 2012 | 150.000 Euro                 | 1.275.000                                     | 150.000                        |
| 2013 | 2.000.000 Schwedische Kronen | 2.000.000                                     | 231.200                        |
| 2014 | 1.500.000 Schwedische Kronen | 1.500.000                                     | 164.900                        |
| 2015 | 3.000.000 Schwedische Kronen | 3.000.000                                     | 320.600                        |
| 2016 | 3.000.000 Schwedische Kronen | 3.000.000                                     | 316.800                        |
| 2017 | 3.000.000 Schwedische Kronen | 3.000.000                                     | 311.400                        |
| 2018 | 3.000.000 Schwedische Kronen | 3.000.000                                     | 292.492                        |
| 2019 | 4.000.000 Schwedische Kronen | 4.000.000                                     |                                |
| 2020 | 4.000.000 Schwedische Kronen | 4.000.000                                     |                                |
| 2021 | 4.000.000 Schwedische Kronen | 4.000.000                                     |                                |
| 2022 | Keine Angabe                 | Keine Angabe                                  | Keine Angabe                   |
| 2023 | Keine Angabe                 | Keine Angabe                                  | Keine Angabe                   |

Neben dem Geld wird mittlerweile auch eine Skulptur übergeben, die von der Bildhauerin Eva Hild gestaltet wurde und aus Metall besteht, welches von beschlagnahmten Waffen stammt.

### Preisverleihung
In Anlehnung an die Gepflogenheiten beim Nobelpreis werden auch beim Right Livelihood Award die Preisträger des Jahres Ende September/Anfang Oktober im Pressezentrum des Schwedischen Außenministeriums bekanntgegeben – die eigentliche feierliche Preisverleihung findet dann Ende November oder Anfang Dezember statt. Lange Zeit wurde diese im Stockholmer Reichstagsgebäude durchgeführt. 2014 wurde die Pressekonferenz jedoch vom Außenministerium abgesagt, weswegen sich die Stiftung dazu entschloss, die Preisträger einen Tag vor dem geplanten Termin über ihre Internetseite und Pressemitteilungen zu verbreiten. 2015 kehrte die Preisverleihung nochmals in den Reichstag zurück. Seither finden die Preisverleihungen an unterschiedlichen Orten statt. Das Vasa-Museum war Gastgeber, aber auch die Konzerthalle Cirkus auf Djurgården in den Jahren 2021 und 2022. 2020 fand die Preisverleihung nur virtuell statt.

## Sonstiges
Im Juni 2005 fand anlässlich des 25-jährigen Bestehens des Right Livelihood Award in Salzburg eine Tagung zum Thema Winning Alternatives statt, an der mehr als 70 Preisträger teilnahmen. Zum 30. Jubiläum des Preises trafen sich im September 2010 75 Preisträger in Bonn zu einer Tagung unter dem Motto „Weiter wie gehabt? – kursWECHSELN in die Zukunft; 30 Jahre ‚Alternativer Nobelpreis‘“.
Folgenden Personen und Organisationen erhielten sowohl den Right Livelihood Award als auch den Friedensnobelpreis:
- Die kenianische Umweltaktivistin Wangari Maathai erhielt 1984 den Right Livelihood Award und 2004 den Nobelpreis.
- Der kongolesische Arzt und Menschenrechtsaktivist Denis Mukwege erhielt 2013 den Right Livelihood Award und 2018 den Nobelpreis.
- Die Menschenrechtsorganisation Memorial erhielt 2004 den Right Livelihood Award und 2022 den Nobelpreis.
- Der belarussischer Menschenrechtler Ales Bjaljazki erhielt 2020 den Right Livelihood Award und 2022 den Nobelpreis.
- Die ukrainische Menschenrechtsorganisation Center for Civil Liberties erhielt im Jahr 2022 beide Auszeichnungen.